# Tyler Blackett
Tyler Nathan Blackett (Manchester, 2 de abril de 1994) é um futebolista inglês que atua como zagueiro. Defende atualmente o Rotherham United.

## Clubes
Jogador do Manchester United desde jovem, assinou seu primeiro contrato profissional em julho de 2012.
Foi emprestado sucessivamente ao Blackpool, Birmingham City e por último ao Celtic da Escócia.
Em 22 de agosto de 2016 foi contratado pelo Reading por três temporadas.

## Seleção Inglesa
Blackett poderia defender as seleções da Jamaica, Barbados e Inglaterra. Optou por esta última desde as categorias inferiores.